# 19 h Live
19 h Live est une émission de télévision française diffusée sur TF1 du 11 juillet 2016 au 22 juillet 2016 du lundi au vendredi en direct de 18 h 50 à 19 h 55 et présentée par Nikos Aliagas.
L'émission du 15 juillet 2016 a été déprogrammée à la suite des attentats de Nice.
L'émission devait à l'origine s'intituler En attendant le 20 Heures.

## Principe
L'émission a pour but de traiter l'actualité avec un ton positif et est composée de séquences plateaux et de reportages.
On retrouve notamment les enquiquineurs pour parler des questions qui concernent l'argent public et les gaspillages, les dénicheurs pour évoquer des choses insolites découvertes en France ou chez les Français, puis les infiltrés qui passent du temps en immersion avec des Français ayant une vie pas comme les autres et enfin les enquêteurs people pour présenter l'actualité des stars. 

## Participants
Une dizaine de journalistes entourent l'animateur Nikos Aliagas. 
- Stéphanie Loire
- Anne-Sophie Dobetzky
- Justine Lafon
- Farah Zeghache
- Sarah Pizon
- Eléonore Gratiet-Taicher
- Sandrine Andrei
- Julie Tomeï
- Céline Joly
- Florian Litzler
- Deborah Geysen
- Frédéric de Lanouvelle
- Mathieu Gerard

## Audiences
La 1re émission a réuni 2,08 millions de téléspectateurs, soit 14,7 % de part d’audience. 
À la suite de ce démarrage décevant, l'émission passe le 13 juillet de deux à une seule coupure publicitaire.
L'émission atteint son plus bas le 19 juillet 2016 avec seulement 1,64 million de téléspectateurs pour 12,8 % de part de marché.